# (11796) Nirenberg
(11796) Nirenberg est un astéroïde de la ceinture principale.

## Description
(11796) Nirenberg est un astéroïde de la ceinture principale. Il fut découvert le 21 février 1980 à Naoutchnyï par Lioudmila Karatchkina. Il présente une orbite caractérisée par un demi-grand axe de 2,38 UA, une excentricité de 0,20 et une inclinaison de 4,7° par rapport à l'écliptique.

## Compléments